# Heinz Mariacher
Heinz Mariacher (* 4. Oktober 1955 in Wörgl) ist ein österreichischer Kletterer.
Heinz Mariacher begann schon früh mit dem Klettern, bereits im Alter von zwölf Jahren durchstieg er beispielsweise allein die Ostwand der Rofanspitze. Später erlernte er den Beruf des Vermessungstechnikers und absolvierte eine Ausbildung zum Bergführer.
In den 1970er Jahren machte Mariacher durch schwierige alpine Solobegehungen auf sich aufmerksam. So kletterte er 1974 an der Nordwand der Westlichen Zinne die Cassin (VI/A0) und an der Großen Zinne die nordwandige Comici (VI+) (beide Drei Zinnen) oder die Route Vinatzer (VI+) an der Marmolata-Südwand allein und größtenteils frei. 1977 konnte er die Route Charlie Chaplin (VI+) in der Nordwand der Lalidererspitze eröffnen. Besonders in der Marmolata erschloss er auch mehrere neue Touren, darunter mit Reinhard Schiestl 1979 Don Quixote (VI+) und 1980 Abrakadabra (VII) sowie 1979 Vogelwild (VII-) und 1982 Moderne Zeiten (VII/VII+).
In den 1980er Jahren beschäftigte er sich mit dem modernen Sportklettern und leistete wesentliche Beiträge zur Erschließung der Klettergärten rund um Arco, heute eines der beliebtesten Klettergebiete Europas. 1986 erschloss er mit Kendo (8a+) im Val San Nicolò die wohl erste Kletterroute Italiens im Schwierigkeitsgrad X. Die schwierigsten von ihm erstbegangenen Routen erreichen den Schwierigkeitsgrad 8b+. Im alpinen Bereich gelangen ihm 1986 die Erstbegehung von Tempi Modernissimi (IX-/IX) und 1987 die erste Rotpunktbegehung von Weg durch den Fisch (VIII+/IX-), wiederum an der Marmolata-Südwand. Besonders diese Tour festigte seinen Ruf als Vordenker des modernen alpinen Sportkletterns, da er bei der Absicherung dieser langen, schwierigen und gefährlichen Route auf Bohrhaken völlig verzichtete.
Heinz Mariacher lebt heute mit seiner Lebensgefährtin, der ebenfalls erfolgreichen Kletterin Luisa Iovane, am Karerpass in Südtirol und arbeitet als Produktmanager für ein großes Sportartikelunternehmen (Scarpa). Weiters verfasste er mehrere Alpenvereinsführer.

## Publikationen
- Alpenvereinsführer Dolomiten Rosengartengruppe. Bergverlag Rother, München 1988, ISBN 3-7633-1250-1.
- Alpenvereinsführer Dolomiten Marmolada-Hauptkamm. Bergverlag Rother, München 1983, ISBN 3-7633-1305-2.